# Sal de Zeise
O sal de Zeise, tricloro(etileno)platinato(II) de potássio monoidratado, é o composto químico com a fórmula K[PtCl3(C2H4)]·H2O. O ânion deste complexo de coordenação amarelo, estável ao ar, contém um ligante η² - etileno . O ânion apresenta um átomo de platina com geometria quadrada plana. O sal tem importância histórica na área da química organometálica como um dos primeiros exemplos de um complexo alceno de metal de transição, e recebeu o nome de seu descobridor, William Christopher Zeise.

## Preparação

Este composto está comercialmente disponível como o sal hidratado. O hidrato é comumente preparado a partir de K2[PtCl4] e etileno na presença de uma quantidade catalítica de SnCl2. A água de hidratação pode ser removida em vácuo.

## Estrutura

Estrutura do sal de Zeise

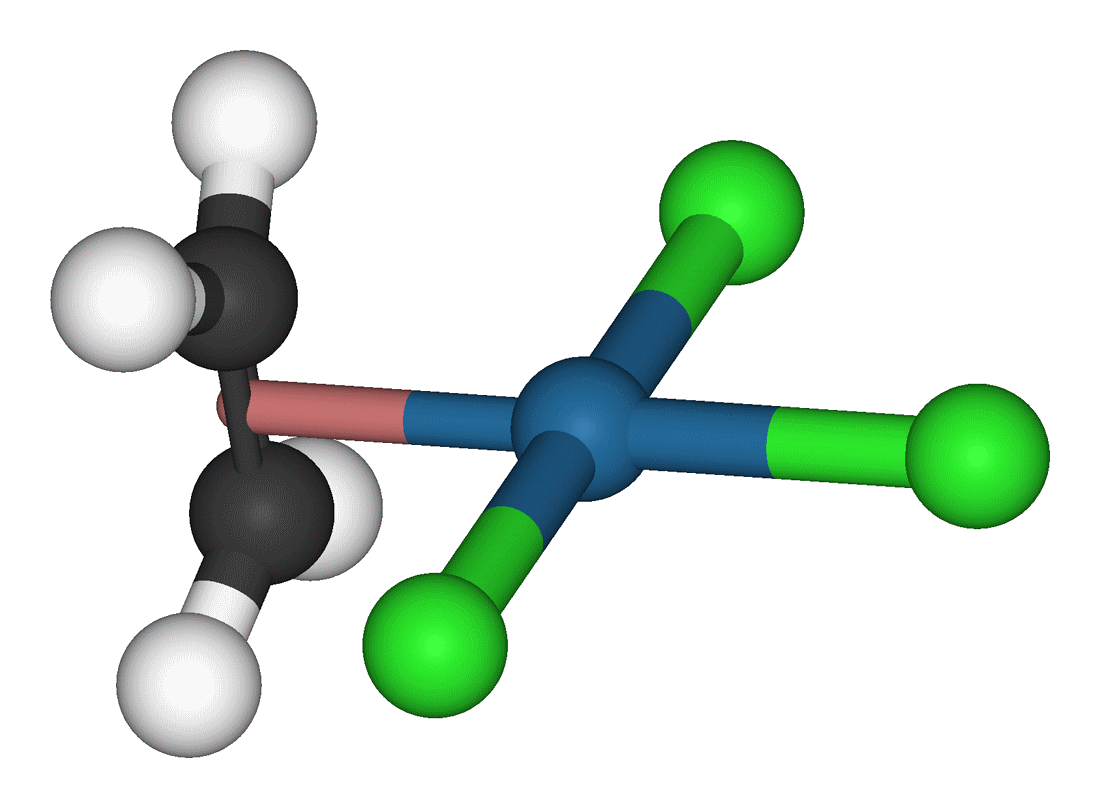
Ânion do Sal de Zeise

A ligação alceno C=C é aproximadamente perpendicular ao plano PtCl3. A ligação entre os carbonos do etileno e o átomo de platina é uma ligação covalente háptica, um tipo de ligação três centros dois elétrons. No sal de Zeise e compostos relacionados, o alceno gira em torno da ligação metal-alceno com uma energia de ativação modesta. A análise das alturas da barreira indica que a ligação pi entre a maioria dos metais e o alceno é mais fraca do que a ligação sigma. No ânion de Zeise, esta barreira rotacional não foi avaliada.

## História
O sal de Zeise foi um dos primeiros compostos organometálicos a ser relatado. Foi descoberto por William Christopher Zeise , professor da Universidade de Copenhague, que preparou este composto em 1830 enquanto investigava a reação do PtCl4 com etanol em ebulição. Após uma análise cuidadosa, ele propôs que o composto resultante continha etileno. Justus von Liebig, um químico altamente influente da época, criticou frequentemente a proposta de Zeise, mas a proposta de Zeise foi apoiada de forma decisiva em 1868, quando Birnbaum preparou o complexo usando etileno. O sal de Zeise recebeu muita atenção durante a segunda metade do século XIX porque os químicos não conseguiam explicar a sua estrutura molecular . Esta questão permaneceu sem resposta até a determinação de sua estrutura cristalina de raios X no século XX. O sal de Zeise estimulou muitas pesquisas científicas no campo da química organometálica e seria fundamental na definição de novos conceitos em química. O modelo Dewar-Chatt-Duncanson explica como o metal é coordenado à ligação dupla C=C.

## Compostos Relacionados
- Estrutura do "Dímero de Zeise", bis(etileno)tetraclorodiplatina(II)

Estrutura do "Dímero de Zeise", bis(etileno)tetraclorodiplatina(II)

- O dímero de Zeise, [( η²-C2H4)PtCl2]2, derivado do sal de Zeise por eliminação de KCl seguida de dimerização.
- COD-dicloreto de platina, [(ciclooctadieno)PtCl2], derivado de cloreto de platina (II) e 1,5-ciclooctadieno, é um complexo comum de alceno de platina (II).

Muitos outros complexos de etileno foram preparados. Por exemplo, etilenobis(trifenilfosfina)platina(0), [((C6H5)3P)2Pt(H2C=CH2], em que a platina é tri-coordenada e está no estado de oxidação 0 (o sal de Zeise é um derivado da platina (II)).
Dicloro(etileno)(α-metilbenzilamina)platina(II) [PtCl2(C2H4)(C6H5-CH(NH2)CH3] é um derivado quiral do sal de Zeise que é usado para a resolução quiral de alcenos.